# De revolutionibus orbium coelestium
De revolutionibus orbium coelestium (Về chuyển động quay của các thiên thể) là một tác phẩm kinh điển của nhà thiên văn học thời kỳ Phục Hưng Nikolaus Kopernikus (1473–1543) về thuyết nhật tâm. Cuốn sách được in lần đầu tiên vào năm 1543 ở Nuremberg, Đế quốc La Mã thần thánh, đưa ra mô hình miêu tả Vũ trụ thay thế cho thuyết địa tâm của Ptolemy mà đã được chấp nhận rộng rãi hơn 1000 năm.

## Sách tham khảo
- Copernicus, Nicolaus (1952), On the Revolutions of the Heavenly Spheres, Great Boooks of the Western World, quyển 16, Charles Glenn Wallis, Chicago: William Benton, tr. 497–838
- Gassendi, Pierre: The Life of Copernicus, biography (1654), with notes by Olivier Thill (2002), ISBN 1-59160-193-2 ()
- Gingerich, Owen (2002). An annotated census of Copernicus' De revolutionibus (Nuremberg, 1543 and Basel, 1566). Leiden: Brill (Studia copernicana. Brill's series; v. 2). ISBN 90-04-11466-1.
- Gingerich, Owen (2004). The Book Nobody Read: Chasing the Revolutions of Nicolaus Copernicus. New York: Walker. ISBN 0-8027-1415-3.
- Hannam, James (2007). "Deconstructing Copernicus". Medieval Science and Philosophy. Truy cập ngày 17 tháng 8 năm 2007. Analyses the varieties of argument used by Copernicus.
- Heilbron, J.L.: The Sun in the Church: Cathedrals as Solar Observatories. Cambridge, Massachusetts, Harvard University Press, 1999 ISBN 0-674-85433-0
- Koestler, Arthur (1959). The Sleepwalkers. Hutchison.
- Swerdlow, N.M., O. Neugebauer: Mathematical astronomy in Copernicus' De revolutionibus. New York: Springer, 1984 ISBN 0-387-90939-7 (Studies in the history of mathematics and physical sciences; 10)
- Vermij, R.H.: The Calvinist Copernicans: The Reception of the New Astronomy in the Dutch Republic, 1575-1750 Lưu trữ ngày 2 tháng 9 năm 2006 tại Wayback Machine. Amsterdam: Koninklijke Nederlandse Akademie van Wetenschappen, 2002 ISBN 90-6984-340-4
- Westman, R.S., ed.: The Copernican achievement. Berkeley: University of California Press, 1975 ISBN 0-520-02877-5
- Zinner, E.: Entstehung und Ausbreitung der coppernicanischen Lehre. 2. Aufl. durchgesehen und erg. von Heribert M. Nobis und Felix Schmeidler. München: C.H. Beck, 1988 ISBN 3-406-32049-X